# Livedoor ニュース
livedoor ニュース（ライブドアニュース）とは、日本のIT企業ミンカブ・ジ・インフォノイドの子会社、株式会社ライブドアが運営するニュースサイトである。ポータルサイトの「livedoor」などで提供されている。

## 概要
livedoorニュースは新聞社、通信社、雑誌など「多くの情報提供元から配信される記事・写真を、まとめて閲覧できるサービス」である。過去にはパブリック・ジャーナリスト（市民記者）の記事も掲載していたが、現在は約400の配信元（2012年4月）からニュース提供を受け、「BLOGOS」などのブログメディアで独自にコンテンツを収集し、記事広告を製作して掲載している。ポータルサイトのトップページやlivedoorニュースに掲載するニュースは、一日に3000本を越えると言う。この他に、RSSやメールマガジンの「ドア日新聞」「ドアスポ」「ドアマガ」でも見出しを配信している。ウェブサイトにはニュースのアクセスランキングや「ネットリサーチ」と呼ばれるアンケート作成機能があり、記事によっては読者がコメントを書ける場合もある。livedoor クリップやlivedoor Blogと連携させる事も出来、Web 2.0的な集合知が組み込まれているようである。一部のニュース記事にはクリエイティブ・コモンズのCC-BY-ND（表示-改変禁止）ライセンスが適用されている。
情報提供元は大手新聞社から小さな会社までさまざまで、見出し(タイトル)には情報提供元(ニュースのソース)を表示しない方針を取っている。そのため、見出しからはソースの信頼性を推し量ることはできない。

## 歴史
livedoorニュースは無料インターネットサービスプロバイダを運営する初代のライブドアの頃から、存在したようである。しかし本格的に始動したのは、二代目のライブドアになってからのようである。2004年頃、堀江貴文率いるライブドアはメディア事業を中核に据える方針を打ち出して、ポータルサイトの整備を進めた。従来のlivedoorニュースは他社からニュース配信を受ける「二次プロバイダ」だったが、独自のニュースコンテンツの製作も行う「一次プロバイダ」を目指すことにした。ポータルサイト初の試みとして独自の報道部門を設立し、記者経験のあるデスクを7人、新人の記者を約30人、ウェブ管理者も含めて合計約40人を雇用した。またConsumer Generated Mediaの流れも取り入れて、有料研修を受けた「パブリック・ジャーナリスト」の記事を掲載することにした。2005年、PJニュースは「パブリックジャーナリスト宣言」を発表し、livedoorニュースへの配信を始めた。2004年から2005年にかけてのライブドアは球団買収やニッポン放送の買収を試み、「新規参入」や「想定外」で新語・流行語大賞を受賞し、堀江が第44回衆議院議員総選挙に出馬して注目を集めた。当時のlivedoorニュースの報道内容は以下のようなものだった。
ライブドアが製作したニュースの例（2005年2月16日）「京都議定書、16日発効」「ゼクー、通期8億円の赤字へ」「ライブドア、ニッポン放株37%保有」「通勤定期、7年ぶり値上げへ」、特集・検証「メール通報制度」(2）
PJニュースの例（2005年8月28日）イギリスの「シチズンシップ教育」から学ぶ、地底探検・日比谷共同溝をご存じですか？、「台風一過、翌日にはラジオ体操放送＝茨城・龍ヶ崎市」、「誰かが殺した」犯罪被害者等に対する裁判所の考え方
PJオピニオンの例（2005年8月28日）「アンチ・エイジング」を考える、食育施策で「おふくろの味」を見直そう、「茨城県知事選挙告示、問題は投票率」、「常識」と「良識」を考える、『言論江湖』先生の「胆力」を問う
livedoorニュースの報道姿勢は、ライブドアや堀江に対して一定の距離を置いていたようである。2005年の衆議院選挙では公職選挙法に抵触する報道を控えて、中立を宣言した。2006年のライブドア事件でも「経営から、編集権の独立したニュース組織を持つメディアとして、今回の強制捜査についても、当社にとってのマイナス情報も含め、様々なニュースソースから、日々刻々と配信されてくる記事を掲載してまいります」と宣言した。一方、PJニュースは堀江の単独インタビューを行い注目を集めた。2006年頃のlivedoorニュースはトピックスに力を入れており、リアルタイムでページビュー測定して、見出しを書き換えたり、関連情報の追加に力を入れていた。またファンキー通信やトレビアンニュースのような気軽な記事も製作していた。2007年にlivedoorニュースは独自コンテンツの製作を終了し、2011年にはPJニュースの配信も終了した。一方でライブドアは2009年頃から複数のブログメディアを開設して独自にコンテンツを収集するようになり、ゴーカー・メディアやハフィントン・ポストを傘下に持つAOLのような「ブログ・パブリッシャー」を目指した。オルタナティブなニュースサイトの試みも、BLOGOSで継続しているようである。

## 沿革
- 2004年6月 - livedoorニュースがトラックバックに対応[31]
- 2004年8月 - 報道部門を設立し、livedoorニュースの機能拡張と独自のコンテンツ製作を目指した[15][32]
- 2004年9月 - ライブドアが球団の買収・新設を試みた
- 2004年11月 - パブリック・ジャーナリストを募集[33]
- 2005年2月 - 「パブリックジャーナリスト宣言」を発し、PJニュースを創刊した[18]。同月、ライブドアがニッポン放送の買収を試みた
- 2005年9月 - 第44回衆議院議員総選挙に堀江が立候補したが、livedoorニュースは中立を宣言[21]
- 2006年1月 - ライブドア事件が発生したが、livedoorニュースは中立を宣言[22]
- 2007年1月 - 独自のコンテンツ製作を終了[26]
- 2007年4月 - ライブドアホールディングスに社名変更
- 2008年11月 - Twitterで配信を開始[34]
- 2009年10月 - 提言型ニュースサイト「BLOGOS」を開設 [35]
- 2009年11月 - Androidアプリを公開[36]
- 2010年1月 - 男性向けニュースサイト「livedoor HOMME」を開設[37]
- 2010年4月 - スマートフォン用のページを作り[38]、iPhoneアプリを公開[39]
- 2010年5月 - ライブドアがNHN Japanに買収され、 オタク向けニュースサイト「Anigema」を開設[40]
- 2011年1月 - PJニュースの配信を停止[27]
- 2011年2月 - 映画総合情報サイト「MOVIE ENTER」を開設[41]
- 2011年4月 - 女性向け総合ニュースサイト「Peachy」を開設[42]
- 2011年11月 - 写真ギャラリーをリニューアル[43]。「社会」「エンタメ」「映画」カテゴリを追加し、写真サイズを拡大。大規模なスポーツ専門フォトライブラリ[44]の「フォート・キシモト」と提携した
- 2012年2月 - LINEニュースに配信を開始[45]
- 2012年6月 - 一部ニュース記事にクリエイティブ・コモンズのCC-BY-NDを適用[3]。
- 2022年10月7日 - livedoor ニュースの事業を株式会社ライブドア（4代目法人）へ移管。